# Foramen ovale

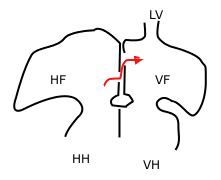
Schéma fetálního srdce: naznačen průchod krve skrz foramen ovale

Foramen ovale (někdy „oválné okénko“) je otvor v srdeční přepážce savců, nacházející se mezi pravou a levou srdeční síní, a to během embryonálního vývoje. Termín se vztahuje výhradně na srdce savců, ačkoliv podobné struktury jsou popisovány i u ptačích embryí. Foramen ovale umožňuje krvi, aby z pravé síně nemusela odtékat do plic (jež totiž nejsou potřeba, plod nedýchá). Krev si zkracuje cestu z pravé síně do levé síně a následně do tělního oběhu. Foramen ovale tak ve výsledku plní podobnou funkci, jako tzv. Botallova dučej (ductus arteriosus).

## Vývoj
Foramen ovale je vlastně jednostranně průchozí chlopeň překrytá blánami septum primum a septum secundum. Po porodu novorozenec začne dýchat a dojde k značnému zvýšení tlaku v levé síni. Následkem tohoto dojde k přiložení septum primum k septum secundum a foramen ovale se zavírá. U 20–25 % lidí však nedojde k úplnému uzavření foramen ovale a mezi síněmi stále dochází k mírnému proudění krve. Obvykle to však nepůsobí žádné problémy, pokud otvor není příliš velký (vrozená vada foramen ovale apertum).